# Gentiana villifera
Gentiana villifera är en gentianaväxtart som beskrevs av Hsi Wen Li och C.J. Wu. Gentiana villifera ingår i släktet gentianor, och familjen gentianaväxter. Inga underarter finns listade i Catalogue of Life.